# 飯尾藤次郎
飯尾 藤次郎（いいお とうじろう、1875年（明治8年）2月27日 - 1943年（昭和18年）9月9日）は、日本の検察官、内務・警察官僚。政友会系官選県知事。

## 経歴
愛媛県出身。飯尾東平の三男として生まれた。1903年、東京帝国大学法科大学法律学科（仏法）を卒業。司法省に入省。岐阜地方兼同区裁判所検事を務めた。
1907年8月28日、内務省に転じ大阪府警視に就任。以後、高知県事務官・警察部長、新潟県事務官・警察部長、富山県内務部長、宮城県内務部長、熊本県内務部長、平安北道知事、黄海道知事などを歴任。
1927年5月7日、沖縄県知事に就任。経済の振興、中等教育の振興、政友会の党勢拡張に尽力。1928年12月26日、岩手県に転任。県製糸業界の立て直しのため県是製糸会社設立案を纏めた。1929年7月5日、依願免本官となり退官した。

## 栄典
- 1919年（大正8年）8月11日 - 正五位[9]